# Air Pinang (Simeulue Timur)
Air Pinang is een bestuurslaag in het regentschap Simeulue van de provincie Atjeh, Indonesië. Air Pinang telt 1089 inwoners (volkstelling 2010).